# Drive (commerce)
Pour les articles homonymes, voir Drive.

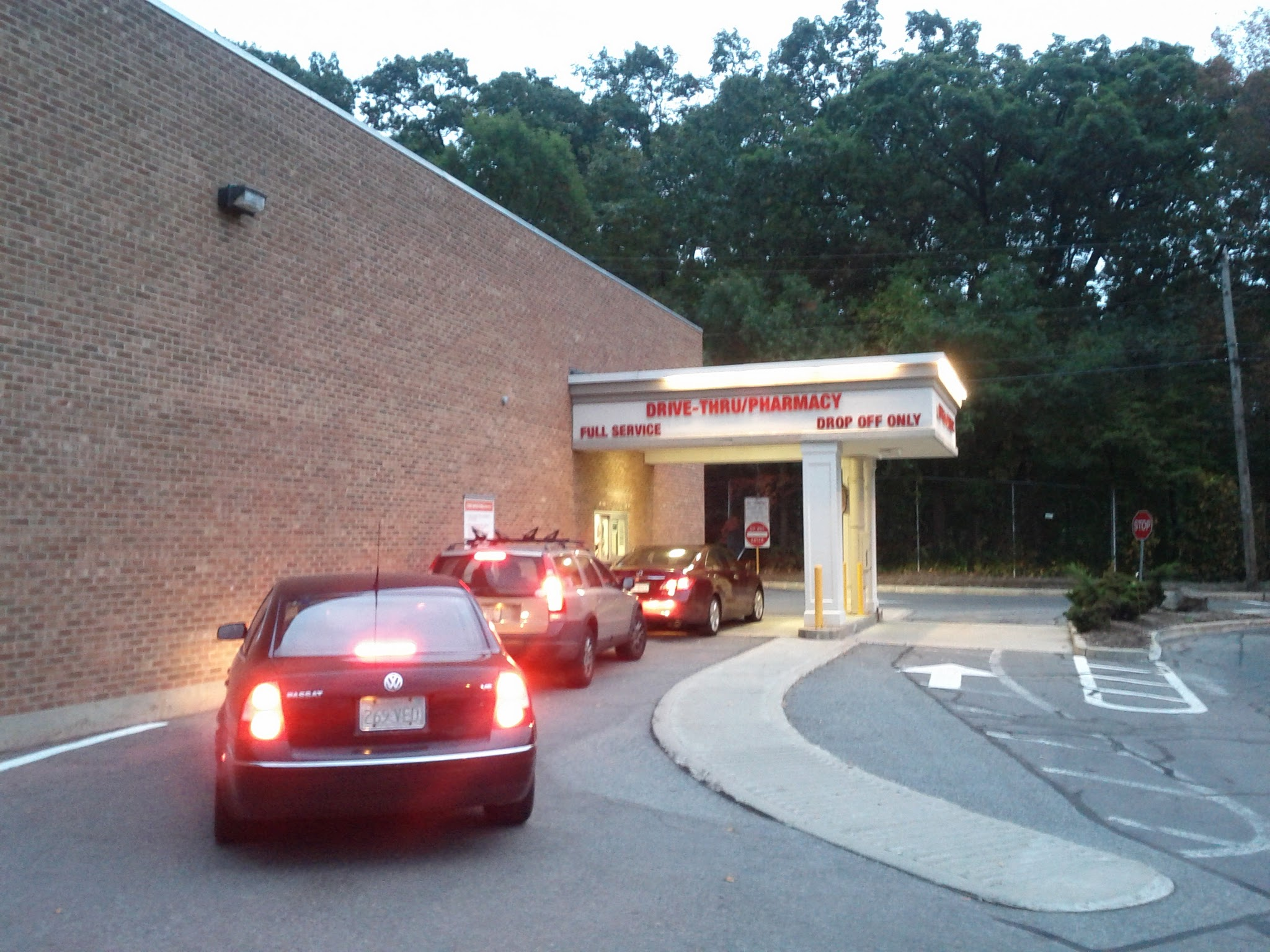
Le service au volant d'une pharmacie dans le Massachusetts.

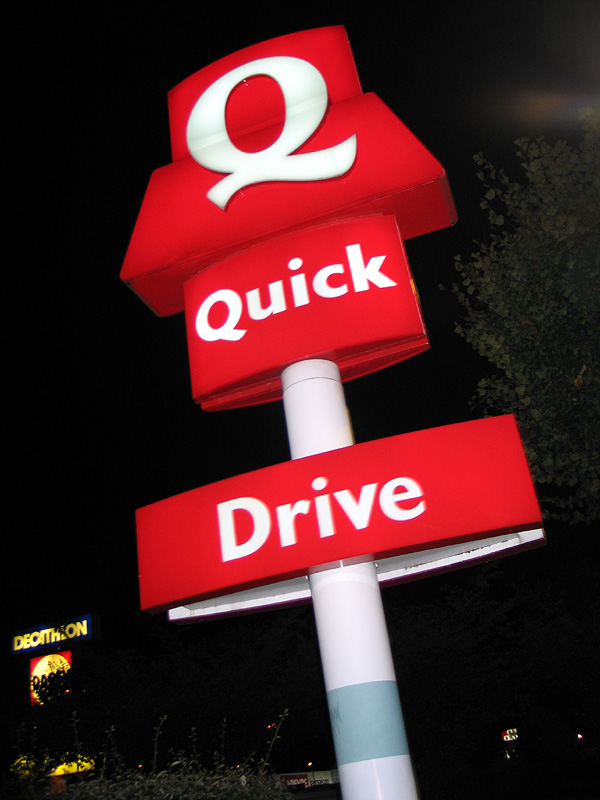
Une enseigne Quick drive.

Le drive (de l'anglais « drive-through »), en français service au volant, service à l'auto ou retrait automobile, est un service initialement proposé dans le cadre de la restauration rapide permettant aux consommateurs d'être servis tout en restant dans leur voiture.

## Histoire
Ce type de service apparait aux États-Unis à la fin des années 1940,. La terminologie de langue anglaise y différencie le « drive-through » ou « drive-thru » (littéralement « conduire à travers »), où les véhicules se présentent en files comme dans un péage pour récupérer leur commande à un guichet (restaurant, pharmacie, banque), du « drive-in » (littéralement « conduire dans ») où les clients garent leurs véhicules sur un parking pour profiter d'un service à bord (restauration, cinéma).
Après s'être largement développée en Amérique du Nord, cette formule de distribution s'est répandue dans le reste du monde, notamment en Europe dans les années 1980 chez les enseignes de restauration rapide,.
Le développement le plus récent s'applique à la vente de produits alimentaires et de grande consommation, il permet au consommateur de se rendre dans un lieu convenu pour charger ses courses dans le coffre de sa voiture, après avoir passé commande sur un site internet. Les termes « Bricks and clicks » ou « Click and mortar » sont utilisés par les concepteurs et opérateurs pour caractériser le fonctionnement générique de ces dernières formes de distribution.

## Le retrait automobile dans la grande distribution française
Avec l'essor des technologies de l'information et de la communication, la formule du service au volant s'élargit à d'autres prestations que la restauration notamment du fait de la grande distribution et connait un développement spectaculaire en France. En septembre 2017, les 4 226 points de retrait français génèrent environ 5 % de toute la consommation alimentaire avec en moyenne 12 000 références proposées à la vente au volant.

## Premier site Internet d'achat en ligne pour le drive
Proposé par Pascal Tavasier en 1996 à l'enseigne des magasins "U" sur Pertuis (84 Vaucluse). Le site Internet "LivraDom" proposait l'achat d'articles avec le retrait en magasin ou la livraison à domicile. Ce site Internet développé sous VBScript était accessible sous Netscape. Il comprenait une page d'accueil et une page par "secteur" de produits (boulangerie, fruits et légumes, conserves, etc.).
Pour Pascal Tavasier, ce site Internet était une version nouvelle et aboutit de l'achat de courses sur Minitel existant déjà depuis quelques années sur Paris.
Pour la direction de l'époque, l'achat via un site Internet est tout le contraire du schéma de vente d'une grande surface de distribution. Son but étant de déclencher des achats spontanés, différemment du site Internet qui "limite l'achat d'articles à une simple liste de courses".
Généralement attribuée à Auchan avec l'Auchan Express de l'hypermarché de Leers en 2000, l'idée du retrait automobile remonterait à 1997 avec la création de la marque DriveMarché par Alain Peyrieux et Rémy Benayoun.

### Principe de fonctionnement
Le service est proposé aux consommateurs qui se sont inscrits préalablement, le plus souvent sur un site internet créé à cet effet.
La commande du consommateur peut se faire en ligne ou par le biais d'une borne, ou directement au point de retrait automobile. Le règlement s'effectue par voie de paiements électroniques (paiement mobile, cartes de paiement) à la fin de la commande ou au point de retrait. Une fois la commande payée, le consommateur peut recevoir un numéro de commande qu'il peut imprimer à partir d'un ordinateur personnel.
Dans le cas des achats de produits alimentaires et de grande consommation, le consommateur a parfois la possibilité de choisir le jour et l'heure de réception de sa commande.
Pour récupérer ses achats à la date convenue, le consommateur se rend au lieu du point de retrait et signale son arrivée à une borne : appel d'un employé, présentation du numéro de commande, présentation de la carte du distributeur, présentation du smartphone ou de la tablette. Si le consommateur a commandé à partir d'un PC sans imprimante, certains distributeurs demandent une pièce d'identité pour fournir la prestation.
L'employé charge les courses directement dans le coffre de la voiture, le temps d'attente de la livraison est de quelques minutes.

### Typologie des emplacements «drive»
Plusieurs formules coexistent :

#### Drive solo
Ce type d'emplacement fonctionne de façon autonome, sans activité parallèle avec vente à l'intérieur d'un magasin. Son implantation vise à faciliter l'approche des consommateurs au volant de leur véhicule. En France, la surface implantée représente 4 000 à 5 000 m2 dont environ 2 000 m2 pour le bâti et 2 000 à 3 000 m2 pour les voiries.

#### Drive accolé
L'emplacement jouxte un magasin mais s'approvisionne et fonctionne de manière autonome. La formule implique la création d'un entrepôt à proximité de la surface de vente à laquelle il est adossé. L'offre est généralement moins large que celle offerte dans le magasin accolé.

#### Drive «picking» magasin
Dans cette formule, les produits délivrés proviennent du magasin déjà existant. Seule une surface de voirie et de parking est réservée à l'activité « drive ». Les produits manquants sont plus fréquents avec ce type de drive car les clients en magasin peuvent prendre les derniers produits avant que la commande soit préparée.

#### Drive piéton (click and collect)
Ce type de drive est comme son nom l'indique destiné aux piétons et non aux véhicules, mais le principe de fonctionnement reste le même. Il s'implante en centre-ville sur des surfaces de 60 à 200 m² et est approvisionné par un magasin de périphérie déjà existant. Encore peu représenté début 2020, de modèle a connu un fort succès lors de la pandémie de Covid-19 et notamment lors des phases de confinement.

#### Drive avec casier de retrait
Ce système permet de récupérer des courses 7 jours sur 7, 24 heures sur 24 via un casier à température contrôlée pour les produits frais ou surgelés. Cela est avantageux pour les personnes avec des horaires de travail décalés.
Le concept est similaire à la récupération de colis dans un point de retrait automatique Pickup Station.

## Galerie

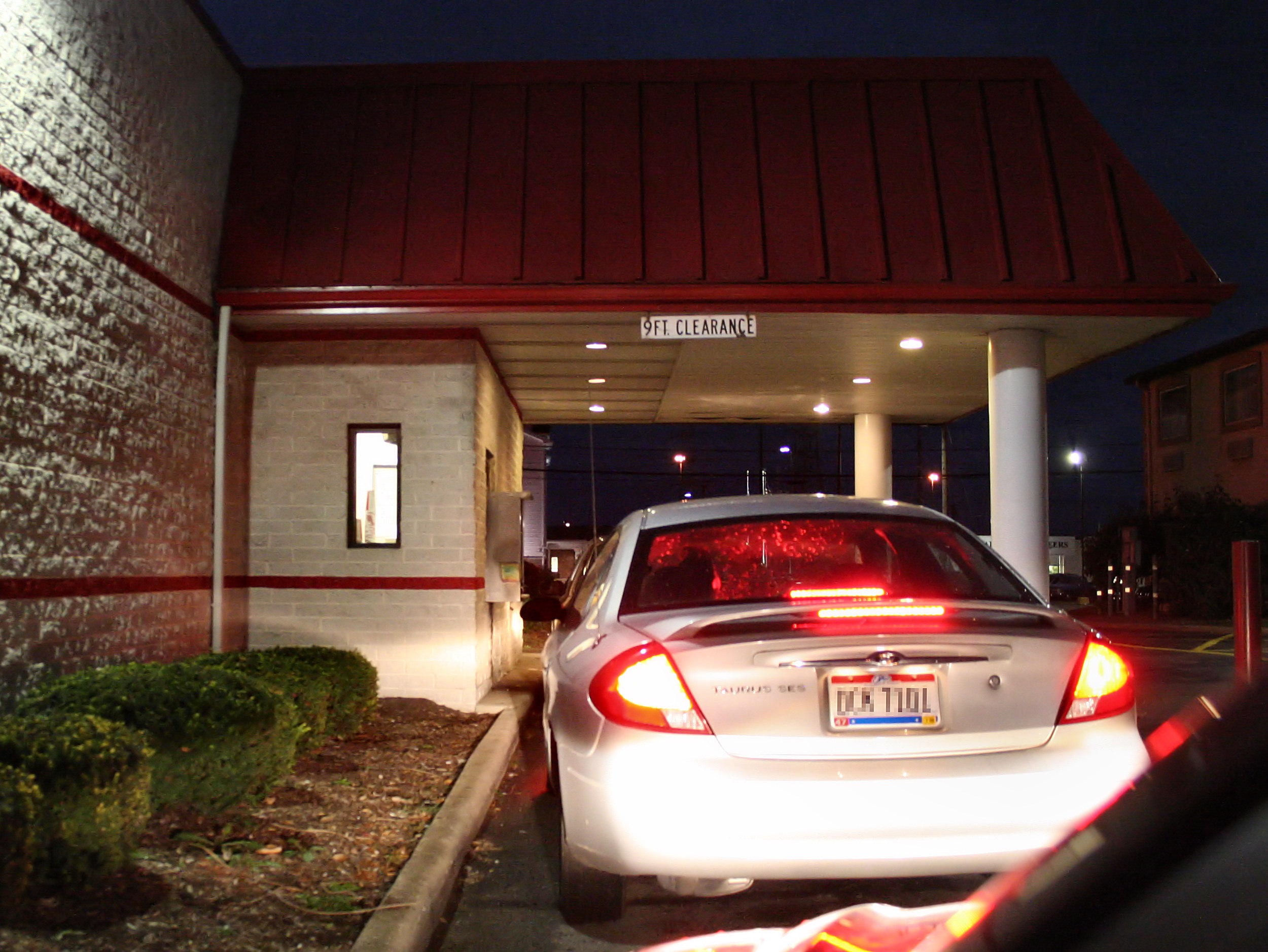
Service au volant d'un restaurant rapide.
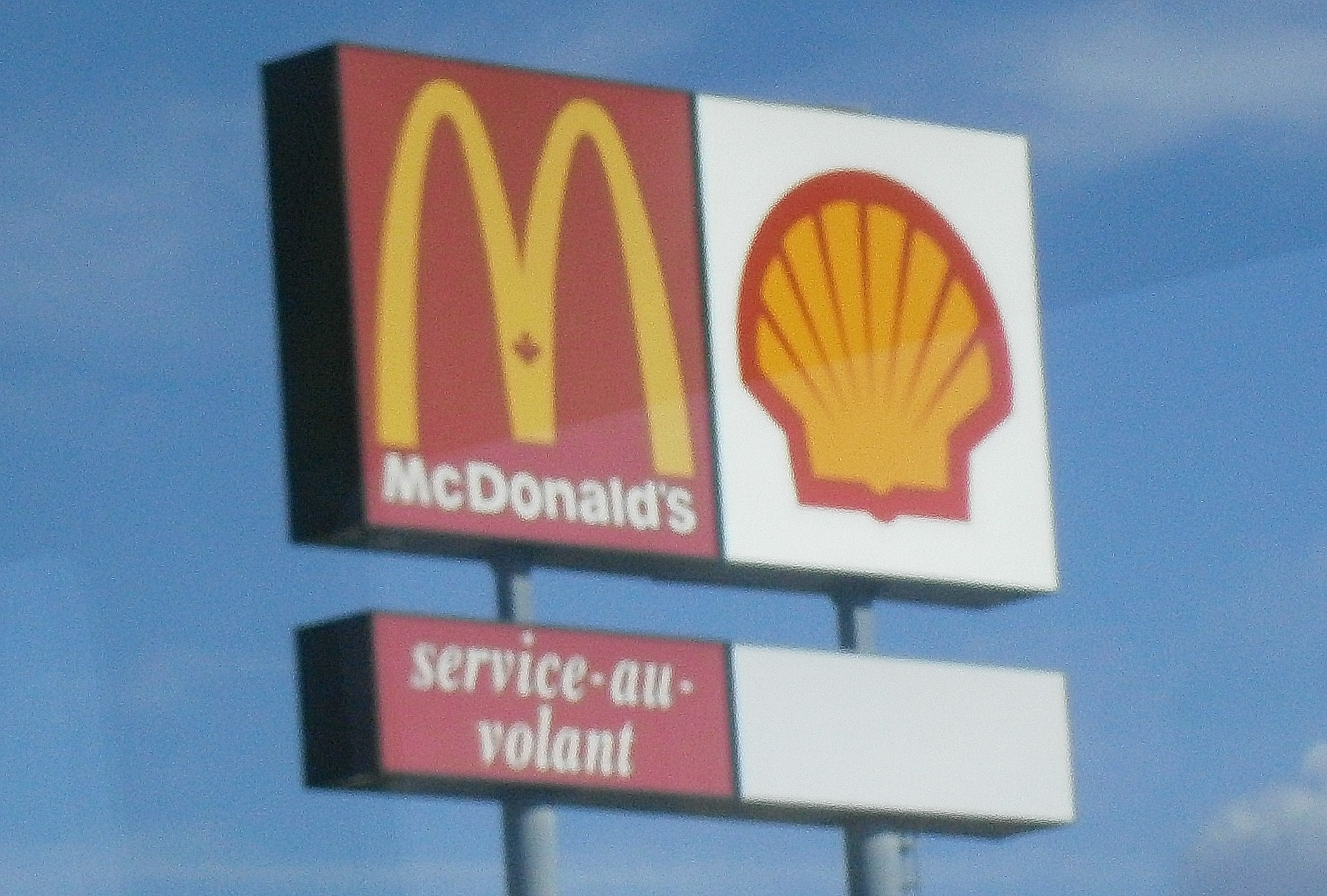
Une enseigne pour un service au volant chez McDonald's au Canada.
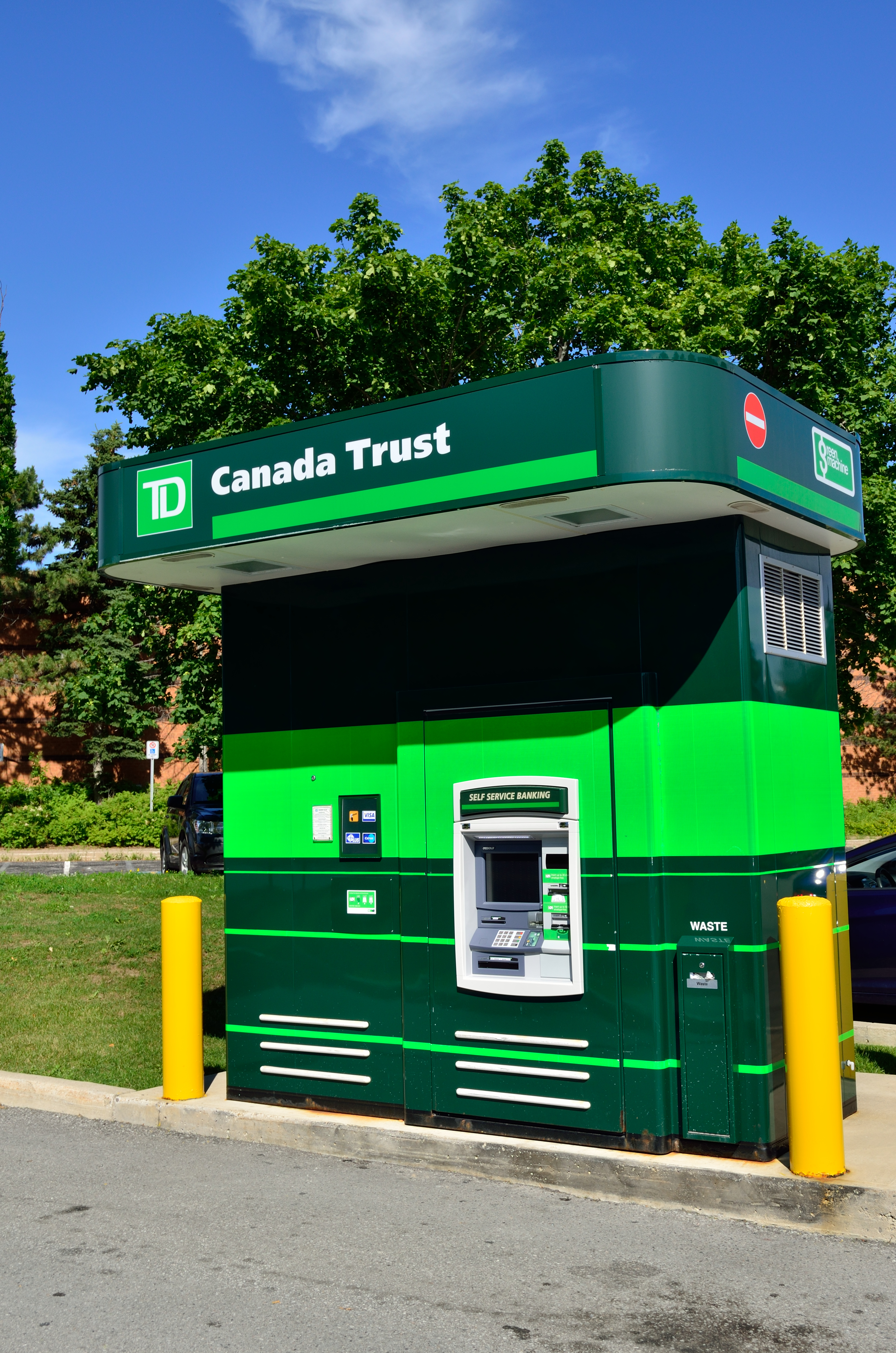
Un guichet bancaire au Canada.
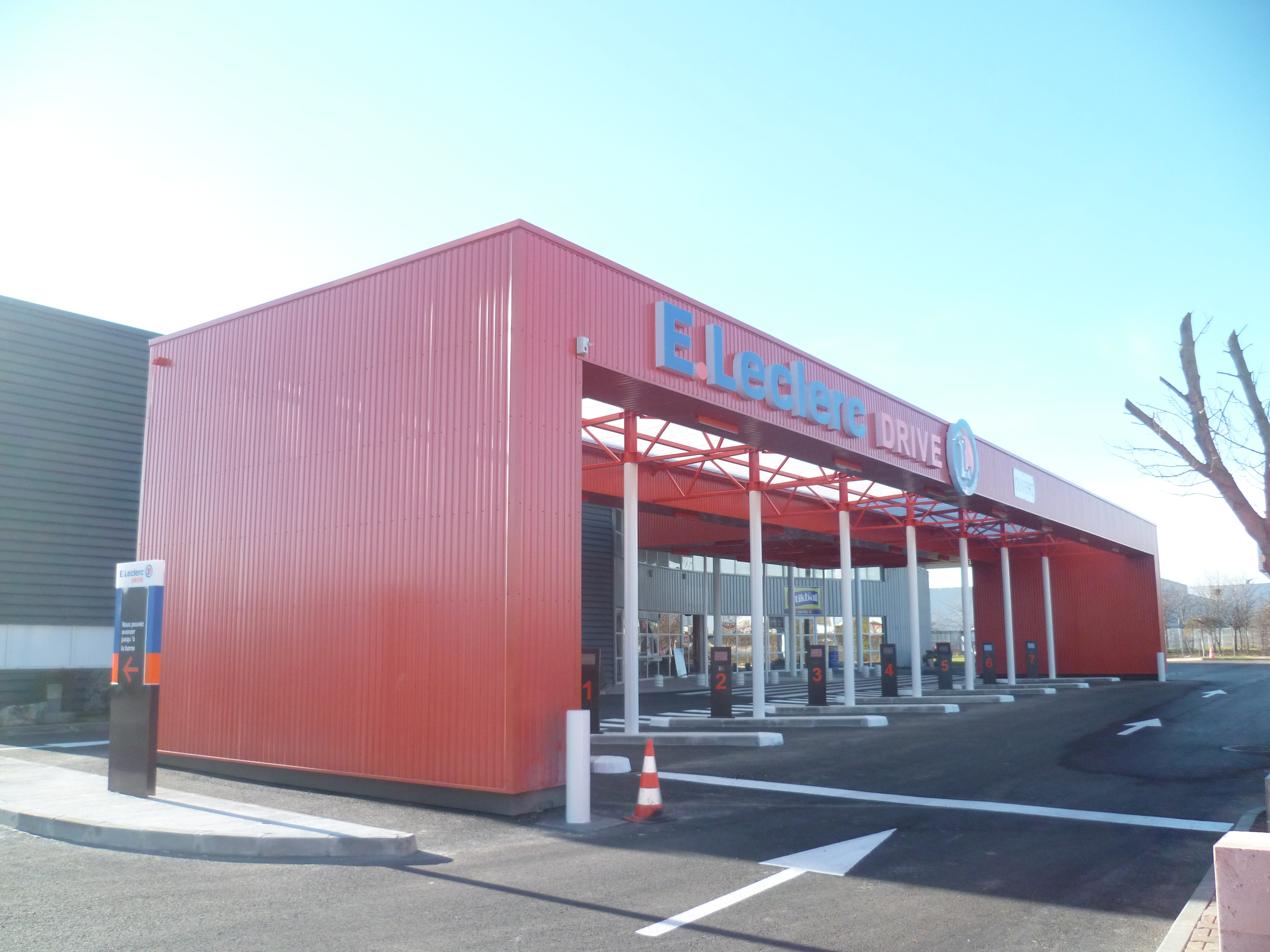
Un point de retrait automobile E.Leclerc à Toulouse.
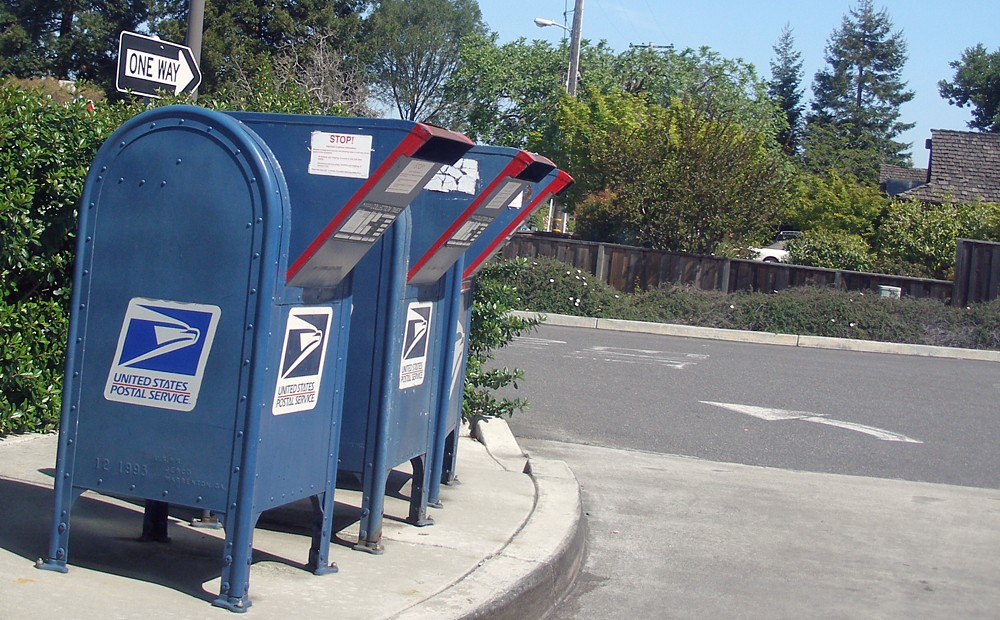
Boites aux lettres accessibles en voiture.